# Елизавета София Бранденбургская
Елизавета София Бранденбургская (нем. Elisabeth Sophie von Brandenburg; 5 апреля 1674, Кёльн — 22 ноября 1748, Рёмхильд) — принцесса и маркграфиня Бранденбургская, трижды вступала в брак и последовательно носила титулы герцогини-консорта Курляндии и Семигалии, маркграфини Бранденбург-Байрейтской и герцогини Саксен-Мейнингенской. Свекровь Анны Иоанновны.

## Биография
Принцесса Елизавета София была дочерью Фридриха Вильгельма I Бранденбургского, прозванного «великим курфюрстом», и его второй супруги Доротеи Софии Шлезвиг-Гольштейн-Зондербург-Глюксбургской (1636—1689).
Елизавета София скончалась 22 ноября 1748 года в возрасте 74 лет, пережив третьего мужа на 24 года.

## Браки

### Первый брак
29 апреля 1691 года в Берлине Елизавета София стала второй супругой герцога Фридриха Казимира Курляндского (1650—1698) из дома Кеттлеров. Брак вновь укрепил связи между два домами. Тётка принцессы, Луиза Шарлотта Бранденбургская, была супругой герцога Якоба Кеттлера. А в 1703 году старший брат Елизаветы Софии Альбрехт Фридрих женился на Марии Доротее, дочери её супруга от первого брака.
В 1698 году Елизавета София овдовела. Трон Курляндии унаследовал её сын Фридрих Вильгельм, которому было лишь пять лет. Опекунами стали его дядя Фердинанд и мать. Однако в январе 1701 года Елизавета София навсегда покинула Курляндию вместе с сыном и падчерицами. Она отправилась ко двору старшего брата Фридриха.
В 1703 году Елизавета София была лишена прав опеки над сыном.
После восшествия на российский престол вдовы Фридриха Вильгельма, Анны Иоанновны, Елизавета София получала пенсию от российского двора в размере 10 000 рублей.

### Второй брак
30 марта 1703 года в Потсдаме её вторым мужем стал маркграф Кристиан Эрнст Бранденбург-Байрейтский. Кристиан Эрнст был старше невесты на 30 лет, и это был его третий брак. Он полностью попал под влияние своей молодой жены, которая придерживалась пропрусской политики. Кристиан Эрнст в 1703 году купил для своей жены замок в Эрлангене и назвал его в честь Елизаветы.

### Третий брак
Овдовевшая в 1712 году маркграфиня 3 июня 1714 года в замке Эренбург стала супругой герцога Эрнста Людвига I Саксен-Мейнингенского (1672—1724).

## Дети
В первом браке родились:
- Фридрих Вильгельм (1692—1711) — герцог Курляндский, супруг царевны Анны Иоанновны (в будущем — российской императрицы);
- Леопольд Карл (1693—1697)

Два брака были бездетны.

## Награды
- Орден Святой Екатерины (16 мая 1738 года; пожалован императрицей Анной Иоанновной)[6]